# Hrabstwo Guadalupe (Teksas)

Piramida wieku hrabstwa

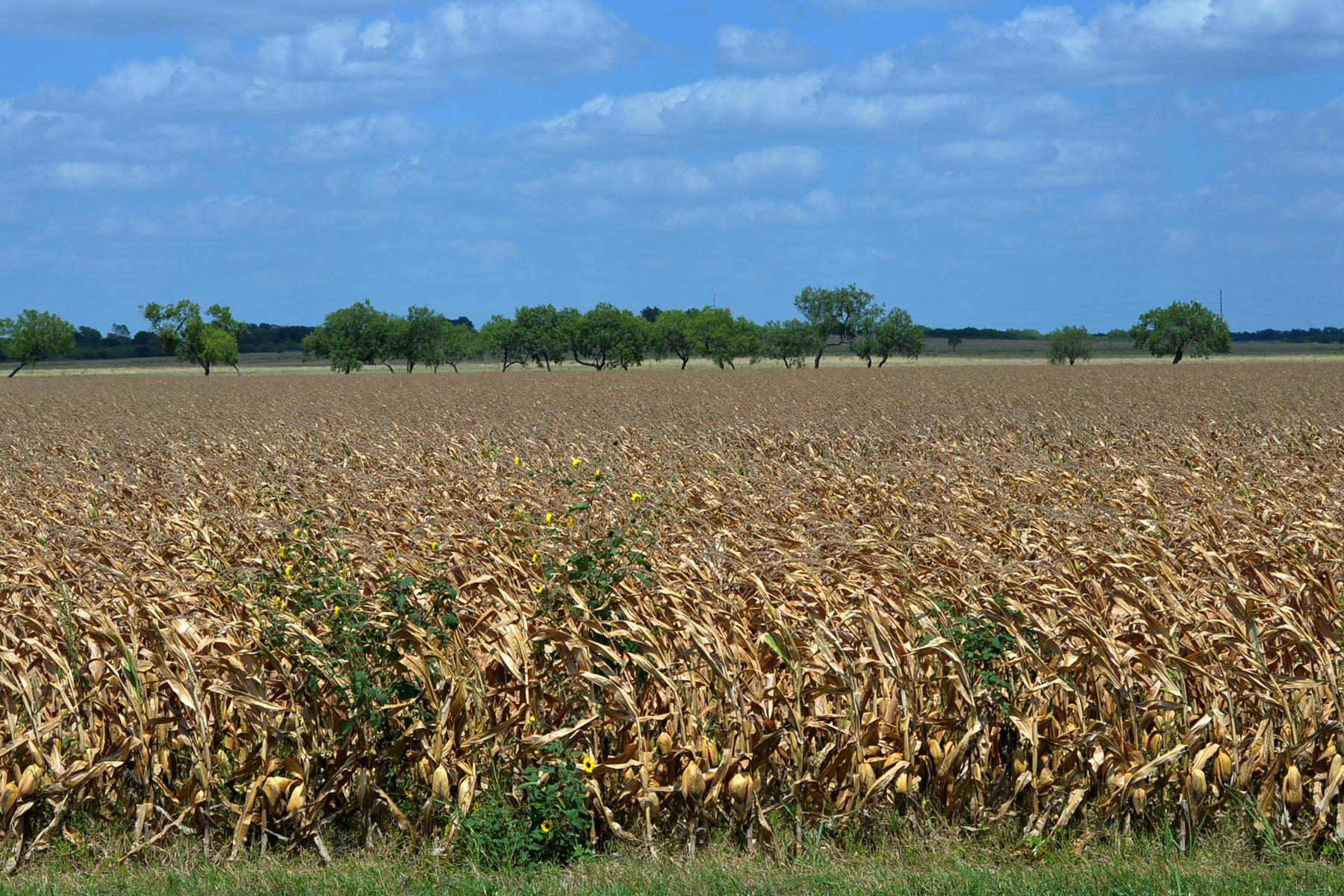
Tereny rolnicze w hrabstwie Guadalupe

Hrabstwo Guadalupe – hrabstwo położone w USA w stanie Teksas. Utworzone w 1846 r. Wchodzi w skład obszaru metropolitalnego San Antonio. Siedzibą hrabstwa jest miasto Seguin, a największym miastem New Braunfels.
Od hrabstwa Bexar oddzielone jest rzeką Cibolo Creek, natomiast od hrabstwa Caldwell oddziela je rzeka San Marcos. Ponadto hrabstwo przecina rzeka Guadalupe, od której bierze swoją nazwę. 

## Gospodarka
- uprawa choinek (11. miejsce w stanie), kukurydzy, sorgo, pszenicy i orzechów pekan[2]
- hodowla kóz, owiec, brojlerów (24. miejsce), koni (38. miejsce), bydła i świń[2]
- szkółkarstwo[2]
- produkcja siana[2]
- wydobycie ropy naftowej[3].

## Sąsiednie hrabstwa
- Hrabstwo Hays (północ)
- Hrabstwo Caldwell (północny wschód)
- Hrabstwo Gonzales (południowy wschód)
- Hrabstwo Wilson (południe)
- Hrabstwo Bexar (południowy zachód)
- Hrabstwo Comal (północny zachód)

## Miasta
- Cibolo
- Marion
- New Berlin
- Santa Clara
- Seguin
- Staples

## CDP
- Geronimo
- Kingsbury
- Lake Dunlap
- McQueeney
- Northcliff
- Redwood
- Zuehl

## Demografia
Według spisu w 2020 roku hrabstwo liczy 172,7 tys. mieszkańców, co oznacza wzrost o 23,8% od poprzedniego spisu w 2010 roku. Skład rasowy w 2020 roku wyglądał następująco:
- biali nielatynoscy – 48,1% (pochodzenia niemieckiego – 17%, irlandzkiego – 8% i angielskiego – 7%[5])
- Latynosi – 39,4%
- czarni lub Afroamerykanie – 8,9%
- rasy mieszanej – 3%
- Azjaci – 2,1%
- rdzenni Amerykanie – 1%.

## Religia
Członkostwo w 2010 roku: 

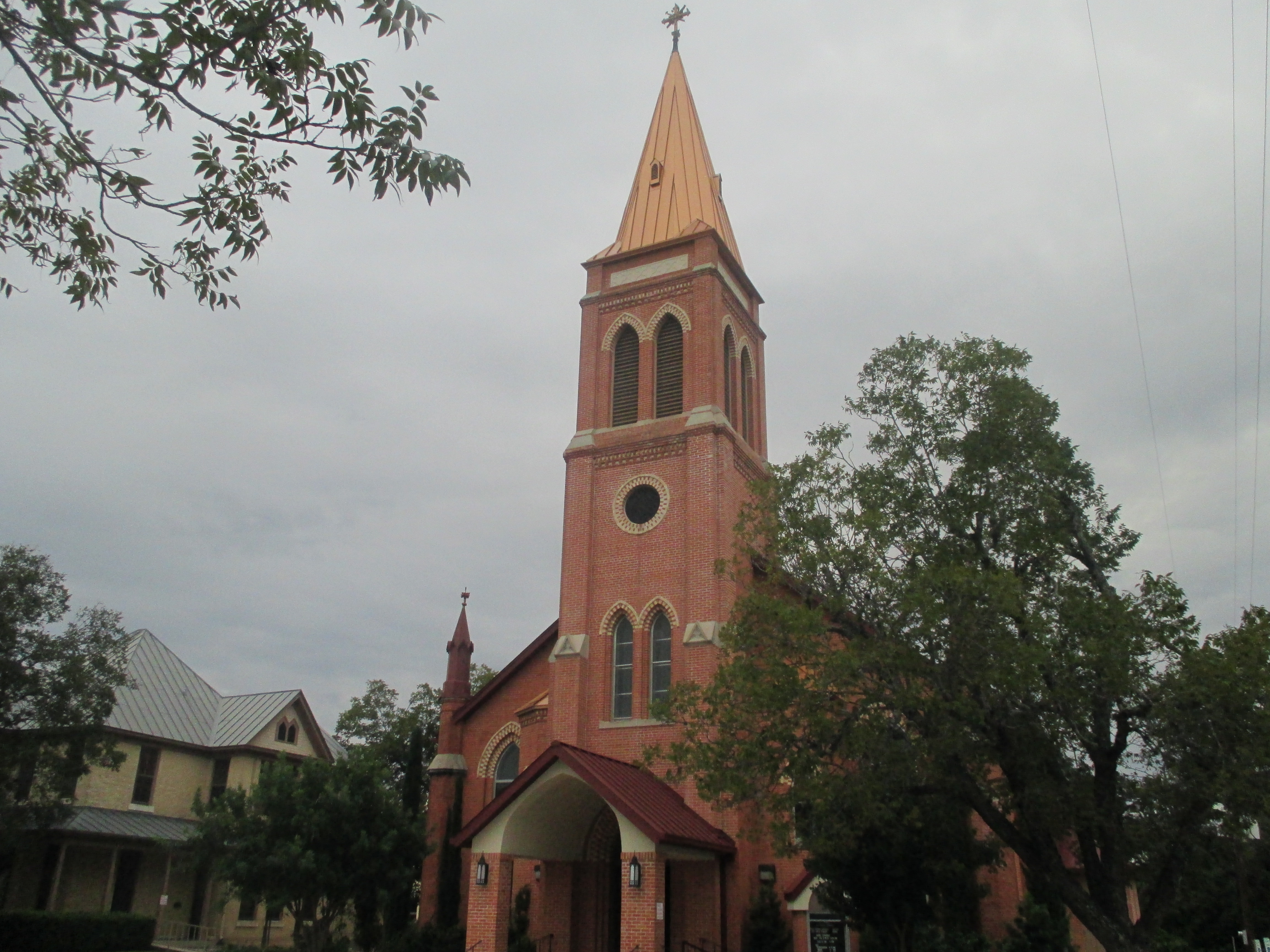
Katolicki Kościół św. Jakuba w Seguin

- protestanci (południowi baptyści – 10,9%, ewangelikalni bezdenominacyjni – 3,2%, luteranie – ok. 3%, zjednoczeni metodyści – 2,4% i wiele innych)
- katolicy – 11,5%
- mormoni – 0,62%
- świadkowie Jehowy (1 zbór).